# Кодек
Кодек (от англ. Compressor-Decompressor, Coder-Decoder или Compression/Decompression algorithm) представлява самостоятелно устройство или компютърна програма, които кодират и декодират цифров сигнал (например видео, музика или глас). С кодирането се намалява големината на изходния сигнал, което се прави основно с цел по-бърз пренос на данните.
Широко разпространеният MP3 файлов формат например не би могъл да бъде възпроизвеждан на компютър без инсталиран кодек. Обикновено подходящ кодек се инсталира от възпроизвеждащата програма.
Съществуват множество кодеци – както безплатни за употреба и разработване, така и платени.